# Теллурид галлия(III)
Теллурид галлия(III) — бинарное неорганическое соединение
галлия и теллура с формулой Ga2Te3,
чёрные кристаллы,
не растворяется в воде.

## Получение
- Сплавление компонентов:

{\displaystyle {\mathsf {2Ga+3Te\ {\xrightarrow {T}}\ Ga_{2}Te_{3}}}}

## Физические свойства
Теллурид галлия(III) образует чёрные кристаллы двух модификаций:
- кубической сингонии, пространственная группа F 43m, параметры ячейки a = 0,5874 нм, Z = 1,33;
- ромбической сингонии, параметры ячейки a = 0,417 нм, b = 2,360 нм, c = 1,252 нм, Z = 8.

Является полупроводником.